# Patrick Jørgensen
Patrick Jørgensen (født 31. maj 1991) er en dansk fægter, der som den første siden 1950 vandt en dansk VM-medalje, da han i juli 2015 opnåede bronze i Moskva. Han stiller til dagligt op for Hellerup Fægte-Klub, hvor han trænes af Ferenc Tóth, der også er landstræner.
Patrick Jørgensen, der stiller op i kårde, var inden VM-stævnet blot nummer 102 på verdensranglisten, så det var en særdeles stor overraskelse, at han formåede at kæmpe sig frem til semifinalen, hvor det blev endestation for danskeren i kampen mod etteren på ranglisten, franskmanden Gauthier Grumier, der dog blot sejrede med 15-11. Inden han nåede så langt, havde Jørgensen blandt andet besejret sølvmedaljevinderen fra sommer-OL 2012 i London, norske Bartosz Biasecki og flere andre højere rangerede fægtere.
Jørgensen er regerende dansk mester i kårde for 2014 og 2015.
I 2016 deltog han i sæson 13 af  Vild med dans, hvor han dansede med den professionelle danser Jenna Bagge.